# Carlos Alberto Longo
Carlos Alberto Longo (São Paulo, 24 de abril de 1941) é economista, ex-professor titular da FEA-USP, mestre em Economia pela Universidade de São Paulo e doutor em Economia pela Universidade Rice.

## Biografia
Carlos Alberto Longo nasceu na cidade de São Paulo. Formou-se em economia pela Universidade Presbiteriana Mackenzie, fez seu mestrado na Universidade de São Paulo (USP), concluiu o doutorado na Universidade Rice e foi visiting scholar no International Tax Program da Harvard Law School.
Administrou as propriedades agrícolas no Paraguai dos herdeiros da família Geremia Lunardelli (1961-1967). De retorno à Capital foi diretor da distribuidora de valores Titular associada à financeira Integral S.A. Crédito, Financiamento e Investimentos (1968-1971).
Nos final dos anos 70 ingressou na FIPE - Fundação Instituto de Pesquisas Econômicas e  e integrou o quadro de professores da FEA - Faculdade de Economia, Administração e Contabilidade da USP (1981-1995).
Integrou as comissões do poder Executivo para reforma fiscal e tributária nos governos Sarney (1985) e Collor (1993) e foi consultor do Banco Mundial em projetos na área de finanças públicas no México e na Argentina (1988).
Em 1987 foi membro-fundador da Academia Internacional de Direito e Economia (AIDE), tendo exercido a presidência no biênio 1990-91
Em 1987 foi membro/fundador do Instituto Fernand Braudel de Economia Mundial.
Entre 1987 e 2007 foi membro do Conselho de Economia, Sociologia e Política da Fecomercio SP.
A partir dos anos 1990 ingressou no setor sucroalcoleiro, tendo exercido as funções de vice-presidente, presidente e presidente do conselho da usina de açúcar e álcool Vale do Ivaí, no Paraná, fundada por seu pai, Jayme Watt Longo, até 2010, quando a empresa foi adquirida pela indiana Shree Renuka Sugars.
Entre 1995 e 2003 foi vice-presidente da Associação de Produtores de Açúcar e Álcool do Estado do Paraná. 
Contribuiu muitos anos para o jornal Folha de S. Paulo, foi editorialista e membro do Conselho Editorial do mesmo jornal (1985-1992).
Durante a década de 1980 e início dos anos 1990, fez palestras, participou de seminários no Brasil e no exterior, programas de televisão e revistas especializadas.
Recentemente publicou artigos que contribuem para análise da conjuntura nacional.

## Obras
- “Tax Coordination Under Benefit Taxation”, National Taz Journal, Volume XXXI, No. 4, dezembro, 1978;
- Ajustamento de impostos na fronteira e a alocação de receitas tributárias: o caso do ICM, IPE/USP, Série Ensaios Econômicos, Volume 3, São Paulo, 1979;
- “Uma Contribuição para a Reforma do ICM: O Caso dos Ajustamentos de Impostos na Fronteira”, Pesquisa e Planejamento Econômico, Volume 9, No. 3, dezembro 1979;
- “A Note on Local Taxation: The Case of Brazilian Municipalities”, Public Finance Quarterly, Volume 9, No. 3, julho 1981;
- “Restricted origin principle under triangular flows: Implications for trade and tax revenues”, Journal of Development Economics, Volume 10, No. 1, fevereiro 1982;
- Reforma do imposto de renda: alguns itens a considerar, Estudos Econômicos, Volume 12, No. 3, dezembro-março 1982;
- A Disputa pela Receita Tributária no Brasil, Série Ensaios Econômicos Volume 34, IPE/USP, São Paulo, 1984;
- Finanças Públicas: uma Introdução, IPE/USP, Série Relatórios de Pesquisa, No. 22, São Paulo, 1984;
- Em Defesa de um Imposto de Renda Abrangente, FIPE/Pioneira, São Paulo, 1984;
- Caminhos para a Reforma Tributária, Pioneira, São Paulo, 1986;
- A reforma tributária e as finanças da União, FIPE, Brasília, 1987;
- Economia do setor público, Atlas, São Paulo, 1993;
- Políticas de estabilização e reforma estrutural no Brasil, Konrad-Adenauer-Stifung, Centro de Estudos, Pesquisas, No. 2, 1993;
- “Federal problems with VAT in Brazil”, Revista Brasileira de Economia, Volume 48, No. 1, janeiro-março 1994;
- Economia Brasileira: A Transição Inacabada 1985 a 1994, Atlas, São Paulo, 1994.

## Prêmios
- 1984: Prêmio Haralambos Simionides, conferido pela Associação Nacional dos Centros de Pós-Graduação em Economia (ANPEC), com o artigo “Deficiências da Atual Tributação dos Rendimentos de Capital”, em Estudos Econômicos, Volume 14, No. 2, maio/agosto 1984.
- 2002: Medalha e diploma do Mérito Industrial do Estado do Paraná, conferido pela Federação das Indústrias do Estado do Paraná (FIEP).